# 國際論壇設計
iF國際論壇設計（英語：iF International Forum Design GmbH，德文：Industrie Forum Design Hannover，慣稱iF）是位在德國漢諾威的一間公司，主要以推展國際級設計活動為主，並與多個國際大展合作，辦理多項設計競賽，鼓勵具創新設計元素之產品，打入國際市場，目前是由Mr. Uwe Cremering擔任主席。
iF在1953年剛起步時，是由德國漢諾威展覽公司（Deutsche Messe AG）與德國工業協會（Bundesverband der Deutschen Industrie）以「優良工業設計」（德文：Die gute Industrieform，英文：Good Industrial Form）為名，進行設計競賽，鼓勵工業設計來扶持相關產業的發展，總部至今就設置在漢諾威會展中心，與德國知名的CeBIT相伴，這也是iF的年度盛事─iF設計大獎，都會選在CeBIT開幕時公布的由來。
2001年，iF的總經理暨主席Ralph Wiegmann正式正名iF為International Forum Design，並自其後，開始與各國之重點會展進行合作，以發掘當地的創新設計產品。
Ralph Wiegmann於2021年卸任，並由Uwe Cremering接任iF執行長一職。

## 主要活動

### 獎項

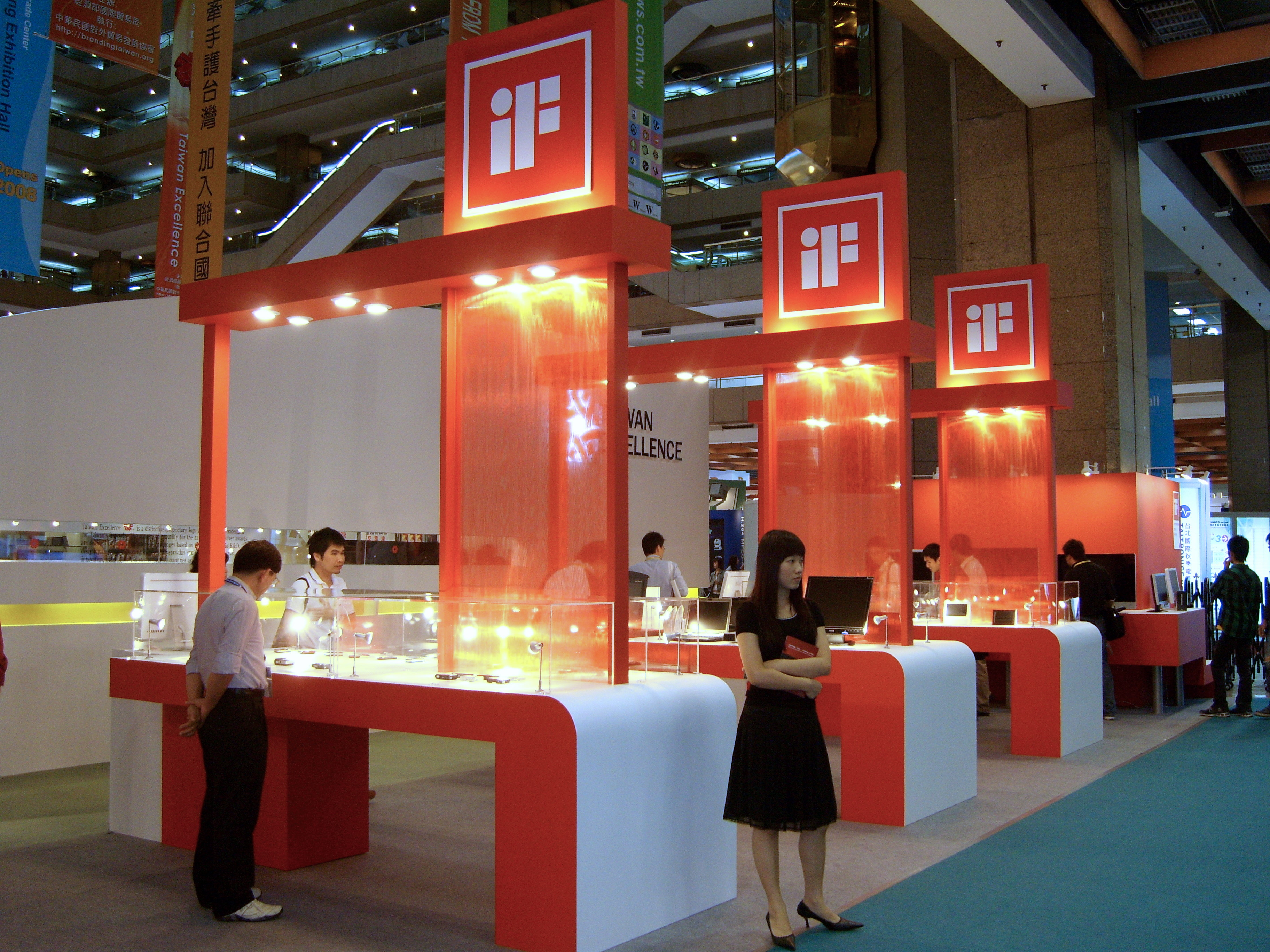
2007年台北國際電子展的「iF產品設計獎」主題館，也促成2008年台北國際電腦展「創新設計獎」的舉辦。

註：本列表僅列出由iF主辦之獎項，其餘協辦或合辦之獎項，必須以官方網站之資料為準。
- iF產品設計獎（現已整併為iF設計獎/iF DESIGN AWARD）
- iF社會影響力獎（iF SOCIAL IMPACT PRIZE）
- iF設計新秀獎（iF DESIGN TALENT AWARD)

### 服務
- 頂尖設計排行榜 (iF ranking) （页面存档备份，存于）
- iF design應用程式 （页面存档备份，存于）
- by iF獎項與服務 (by iF services/by iF awards) （页面存档备份，存于）
- iF 展覽/活動 （页面存档备份，存于）

## 出版品
以年鑑為主。自2004年起，改以得獎專輯的方式，依照獎項之不同，設計專屬專輯。但在某些獎項中，不一定對外進行販售，有時則以光碟版的型式呈現。
iF自2014年起，全面採無紙化，所有作品都以數位化的方式呈現，並刊登在iF design app中。

## iF在其他地區
- 中国大陆：除了韓國設計展在中國廣州進行海外推廣，另有配合CeBIT在中國的海外展─亚洲信息及技术通信展览会，舉辦iF中國設計獎[3]，鼓勵創意設計產品行銷至中國。
- 臺灣：2007年1月，在台北市南港軟體園區，與台灣創意設計中心毗鄰，成立全球第一個分公司[4]，並首度在台北國際電子展中，設立得獎作品專區[5]，進而促成台北國際電腦展創新產品獎，在2008年擴增至南港展覽館後，首度辦理[6]；2013年5月10日，正式註冊法人公司行號「藝符[註 1]設計有限公司[7]」[8]。
- ：參與韓國設計振興院，在韓國首爾舉行的「韓國設計展（Design Korea）」，藉以推展全球的創意設計商品，由於獎項時程之關係，iF也會以此展覽，作為挑選iF產品設計獎的其中一道門檻[9]，在2008年12月2日，iF正式在南韓首爾成立iF南韓分公司。

## 注脚
1. ↑  母公司採用的中文譯名則為「德商意符國際論壇設計有限公司」。

## 外部連結
- 官方網站 （页面存档备份，存于）
- 中文網站 （页面存档备份，存于）